# هونگ وون‌بین
همسر نجیب‌زادهٔ سلطنتی وون از قبیلهٔ پونگ‌سان هونگ (کره‌ای: 원빈 풍산 홍씨; هانجا: 元嬪 豊山 洪氏؛ ۲۷ مه ۱۷۶۶ – ۷ مه ۱۷۷۹) با نام شخصی هونگ دان، یکی از همسران پادشاه جونگ‌جو بود. وی همچنین خواهر کوچکتر منشی هونگ گوک‌یونگ بود.

## زندگی‌نامه

### اوایل زندگی
همسر سلطنتی آینده در ۲۷ مه ۱۷۶۶ در قبیلهٔ پونگ‌سان هونگ به دنیا آمد. او دومین فرزند و تنها دختر هونگ ناک‌چون و همسرش، بانو یی از قبیلهٔ اوبونگ یی بود. بانو هونگ از طریق پدرش رابطهٔ خویشاوندی نزدیکی با بانو هه‌گیونگ (مادر پادشاه جونگ‌جو) داشت. وی همچنین به فاصلهٔ پنج نسل از نوادگان شاهزاده‌خانم جونگ‌میونگ (دختر پادشاه سون‌جو) بود. نام کوچک او هونگ دان بود.

### زندگی در قصر
بانو هونگ در ژوئن ۱۷۷۸، هنگامی که ۱۲ ساله بود به عنوان همسر پادشاه جونگ‌جو از چوسان انتخاب شد . او به عنوان همسر نجیب‌زادهٔ سلطنتی «وون» ( 원빈 ;元嬪) وارد قصر شد که به عنوان بانو "سوک‌چانگ" ( 숙창궁 ;淑) نیز شناخته می شود. به عنوان یک همسر سلطنتی، گفته می‌شد که در دربار چین با او مانند یک همسر رسمی رفتار می‌شد و سلام های صبح‌گاهی وزرا و پزشکان را دریافت می‌کرد و پس از مرگش القاب پس از مرگ به او اعطا شد. برادر بزرگتر او، هونگ گوک‌یونگ، منشی ارشد سلطنتی بود که امیدوار بود از طریق ازدواج خواهرش با پادشاه جونگ‌جو قدرت خود را افزایش دهد.
با این حال، بانو هونگ، به‌زودی یک بارداری خیالی را تجربه کرد. او از ترس رسوایی، سعی کرد این موضوع را پنهان کند، اما موفق نشد. و سرانجام از شدت غم و اندوه بسیار، در ۷ مه ۱۷۷۹ درگذشت.

### میراث
پادشاه جونگ‌جو شخصاً برای او مرثیه‌ای سرود. پس از مرگش، او با نام‌های پسامرگی این‌سوک (인숙) و بانو هیوهی (효휘궁) مورد احترام قرار گرفت. آرامگاه او ابتدا در محل فعلی دانشگاه کره، در این‌میونگ‌وون (인명원) قرار داشت، اما بعدها به سوسام‌ریونگ (서삼릉) در وون‌دانگ دونگ، گویانگ، کره جنوبی منتقل شد. در حال حاضر، محل قبلی این‌میونگ‌وون هنوز در محوطه دانشگاه کره قرار دارد و به آن‌ئه‌گونگ‌اون گفته می‌شود.
پس از مرگ او، برادر بزرگترش، هونگ گوک‌یونگ، از این واقعیت که ملکه هیویی او را نابخشوده درگذشت و اظهارات او مبنی بر اینکه او هیچ تأثیری بر وارث بعدی نخواهد داشت، خشمگین شد. او در نهایت به دلیل تلاش برای مسموم کردن ملکه هیویی از خشم به خاطر مرگ خواهرش و جلوگیری از افشای معامله‌اش تبعید شد، زیرا ملکه هیویی آن اسناد را کشف کرده بود و وی را تهدید کرد که به پادشاه جونگ‌جو اطلاع خواهد داد. او پس از اینکه متوجه شد پادشاه جای ملکه را در مراسم غذا می‌گیرد، این نقشه را متوقف کرد و با گریه به گناهانش اعتراف کرد.
در حال حاضر، موسسهٔ تحقیقات مرکزی کره برای مطالعات گزارش می‌دهد که با توجه به کتاب دست نویس "اوجین‌سوک‌وون‌بین‌هان‌گانگ" ( 어제인숙원빈행장 ;御製仁淑元嬪行狀)، گفته می‌شود که اهدای نشان یا سرودن مرثیه‌ای برای یک همسر معمولی از سوی پادشاه غیرعادی است.
به گفتهٔ "اوجین‌سوک‌وون‌بین‌هان‌گانگ" ( 어제인숙원빈행장 ) بانو هه‌گیونگ محبت خاصی نسبت به همسر وون داشت. این دقیقاً برخلاف داستانی است که شخص بانو هه‌گیونگ در کتاب "هان‌جونگ‌نوک" (한중록، 閑中錄/恨中錄) نوشت که پس از مرگ پادشاه جونگ‌جو نوشته شد. در "سال‌نامه سون‌جو" بخشی وجود دارد که تأکید می‌کند ادعایی وجود وجود دارد مبنی بر اینکه بانو هه‌گیونگ و وون‌بین رابطهٔ نزدیکی در حمایت از یکدیگر داشتند. اما گفته می‌شود که این ادعا درست نیست. رمان کلاسیک "دفترچه خاطرات بانو سوک‌چانگ" ( 숙창궁입궐일기 ) که به نظر می‌رسد توسط فردی از خانوادهٔ هونگ گوک‌یونگ نوشته شده باشد، ورود وون‌بین به قصر را به تصویر می‌کشد، اما با توجه به این تصور که او از حامیان ملکه هیویی بود.

## در فرهنگ عامه
- توسط لی آئه جونگ در مجموعه تلویزیونی ام‌بی‌سی،  هونگ گوک‌یونگ، در سال ۲۰۰۱ به تصویر کشیده شد.
- توسط هوانگ گوم هی در مجموعه تلویزیونی ام‌بی‌سی،  ایسان، در سال ۲۰۰۷ به تصویر کشیده شد.
- توسط پارک سو کیونگ در مجموعه تلویزیونی ام‌بی‌سی،  سرآستین قرمز، در سال ۲۰۲۱ به تصویر کشیده شد.